# Paleogeografia
Paleogeografia – jeden z działów geologii historycznej, zajmujący się rekonstrukcją położenia dawnych lądów, mórz i oceanów na kuli ziemskiej w przeszłości geologicznej.